# 丹莱普拉斯
丹莱普拉斯（法語：Dun-les-Places，法語發音：[dœ̃ le plas]）是法国涅夫勒省的一个市镇，属于克拉姆西区。

## 地理
丹莱普拉斯（47°17'8"N, 4°0'57"E）面积45.1 平方千米，位于法国勃艮第-弗朗什-孔泰大區涅夫勒省，该省份为法国中部省份，北至约讷省，西北接卢瓦雷省，西接谢尔省，南至阿列省，东南接索恩-卢瓦尔省，东临科多尔省。
与丹莱普拉斯接壤的市镇（或旧市镇、城区）包括：卡雷莱通布、古卢、蒙索什莱塞通、布拉西、马里尼莱格利斯、圣阿尼昂、圣布里松。

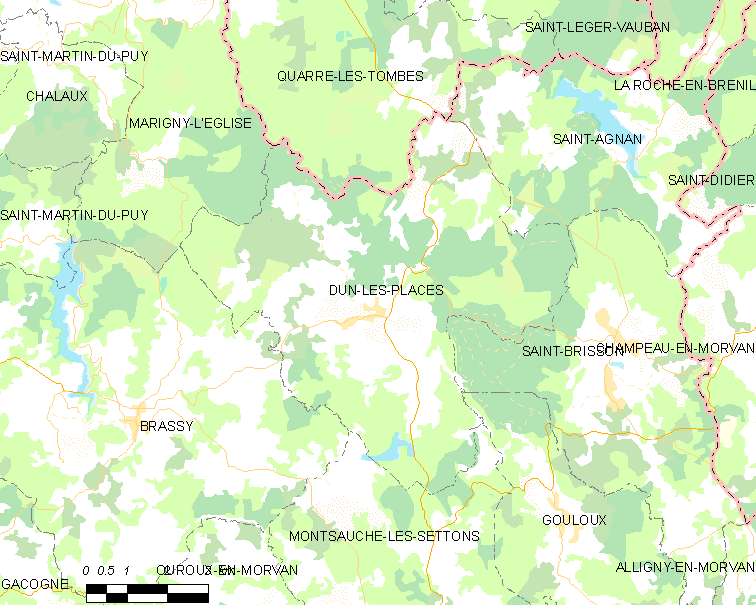
丹莱普拉斯的OSM定位图

丹莱普拉斯的时区为UTC+01:00、UTC+02:00（夏令时）。

## 行政
丹莱普拉斯的邮政编码为58230，INSEE市镇编码为58106。

## 政治
丹莱普拉斯所属的省级选区为科尔比尼县。

## 人口

1962-2008年间丹莱普拉斯人口变化图示

丹莱普拉斯于2022年1月1日时的人口数量为362人。